# Listă de academicieni moldoveni

## A
- Ababii Ion (n. 11 februarie 1944) – membru titular, specialitatea: Otorinolaringologia
- Alferov Jores (1930-2019) – membru de onoare, specialitatea: Fizică
- Andrieș Andrei (1933-2012) – membru titular, specialitatea: Fizică
- Andrieș Serafim (n. 6 februarie 1942) – membru corespondent, specialitatea: Agrochimie
- Andronati Nicolae (n. 7 noiembrie 1935) – membru titular, specialitatea: Informatică și cibernetică
- Andronatii Serghei (1940-2022) – membru de onoare, specialitatea: Chimie biorganică
- Anestiade Vasile (1928-2014) – membru titular, specialitatea: Morfologie
- Angelescu M. Nicolae (1931-2014) – membru de onoare, specialitatea: Medicină
- Arnautov Vladimir (n. 30 iulie 1939) – membru titular, specialitatea: Matematică
- Arusanov Ernest (n. 4 februarie 1941) – membru titular, specialitatea: Fizica

## B
- Babuc Vasile (1933-2021) – membru corespondent, specialitatea: Fiziologia plantelor
- Balașova Natalia (1929-2013) – membru corespondent, specialitatea: Genetică
- Balaur Nicolae (n. 17 octombrie 1939) – membru corespondent, specialitatea: Biochimie
- Barbu Viorel (n. 14 iunie 1941) – membru de onoare, specialitatea: Matematică
- Bejan Adrian (n. 24 august 1948) – membru de onoare, specialitatea: Energetică
- Belostecinic Grigore (n. 7 ianuarie 1960) – membru corespondent, specialitatea: Marketing și logistică
- Berejan Silviu (1927-2007) – membru titular, specialitatea: Lingvistică
- Bersuker Isaac (n. 12 februarie 1928) – membru titular, specialitatea: Chimie
- Bieșu Maria (1935-2012) – membru de onoare, specialitatea: Arte
- Bilețchi Nicolae (1937-2021) – membru corespondent, specialitatea: Istorie și teoria literară
- Boiarschi Iulia (1928-1996) – membru titular, specialitatea: Fizica durabilității și plasticității
- Bologa Mircea (n. 31 mai 1935) – membru titular, specialitatea: Tehnică
- Bostan Ion (n. 31 iulie 1949) – membru titular, specialitatea: Mașinologie
- Botnariuc Nicolae (1915-2011) – membru de onoare, specialitatea: Ecologie

## C
- Canțer Valeriu (1955-2017) – membru titular, specialitatea: Fizică
- Cemortan Leonid (1927-2009) – membru corespondent, specialitatea: Studiul artelor-teatrologie
- Certan Sergiu (n. 7 aprilie 1952) – membru corespondent, specialitatea: Economie
- Chilimar Sergiu (n. 14 noiembrie 1938) – membru corespondent, specialitatea: Zootehnie
- Chilianu Vasile (n. 11 februarie 2006) – membru de onoare, specialitate: Literatură și Lingvistică, Doctor Honoris Causa.
- Cimpoeș Gheorghe (n. 17 februarie 1950) – membru corespondent, specialitatea: Științe agricole
- Cimpoi Mihai (n. 3 septembrie 1942) – membru titular, specialitatea: Literatură
- Cioban Mitrofan (1942-2021) – membru titular, specialitatea: Matematică
- Ciobanu Anatol (1934-2016) – membru corespondent, specialitatea: Lingvistică
- Ciubotaru Alexandru (1932-2017) – membru titular, specialitatea: Embriologia plantelor
- Clistorin Ilie (n. 7 iunie 1923) – membru corespondent, specialitatea: Sisteme automatizate
- Cociu Vasile (1924-2009) – membru de onoare, specialitatea: Genetică și ameliorarea plantelor pomicole, Doctor Honoris Causa.
- Codru Anatol (1936-2010) – membru de onoare, specialitatea: Literatură, regie de film
- Constantinov Tatiana (n. 25 iunie 1939) – membru titular, specialitatea: Geografie
- Corbu Haralambie (1930-2021) – membru titular, specialitatea: Literatură
- Corcimaru Ion (n. 22 mai 1938) – membru corespondent, specialitatea: Terapie
- Cozub Gheorghe (1937-2009) – membru corespondent, specialitatea: Procese tehnologice și utilaj
- Culiuc Leonid (n. 11 august 1950) – membru titular, specialitatea: Fizica

## D
- Dediu Ion (1934-2019) – membru corespondent, specialitatea: Ecologie
- Devreese Josef T. (n. 20 martie 1937) – membru de onoare, specialitatea: Fizică
- Diaconu Ion (n. 25 septembrie 1934) – membru corespondent, specialitatea: Fizică
- Dicusar Alexandru (n. 28 august 1942) – membru corespondent, specialitatea: Electrofizică și electrotehnologii
- Dimitrachi Sergiu (1933-2020) – membru corespondent, specialitatea: Construcția de aparate și sisteme automatizate
- Doga Eugen (n. 1 martie 1937) – membru titular, specialitatea: Artă muzicală
- Dolgan Mihail (1939-2013) – membru titular, specialitatea: Literatură
- Drăgan Gleb (1920-2014) – membru de onoare, specialitatea: Energetică
- Drăgănescu Mihai (1929-2010) – membru de onoare, specialitatea: Electronică
- Dragnev Demir (n. 27 iulie 1936) – membru corespondent, specialitatea: Istorie națională
- Dragomir Cristian (n. 28 aprilie 1940) – membru de onoare, specialitatea: Medicină
- Drumea Anatolie (1930-2010) – membru titular, specialitatea: Științele terestre
- Druță Ion (n. 3 septembrie 1928) – membru titular, specialitatea: Literatură
- Duca Gheorghe (n. 29 februarie 1952) – membru titular, specialitatea: Ecologie
- Duca Maria (n. 19 iunie 1956) – membru corespondent, specialitatea: Biologie

## E
- Eșanu Andrei  (n. 19 iulie 1948) – membru titular, specialitatea: Istoria culturii și civilizației medievale

## F
- Filip Florin-Gheorghe (n. 25 iulie 1947) – membru de onoare, specialitatea: Informatică
- Filip Nicolae (1926-2009) – membru de onoare, specialitatea: Fizică
- Fiodorov Vladimir (1933-2010) – membru de onoare, specialitatea: Chirurgie generală
- Fomin Vladimir (n. 1 noiembrie 1953) – membru de onoare, specialitatea: Fizică
- Furdui Teodor  (n. 9 mai 1935) – membru titular, specialitatea: Fiziologia omului și animalelor

## G
- Gaindric Constantin (n. 11 septembrie 1941) – membru corespondent, specialitatea: Informatică
- Gatac Victor (1933-2014) – membru de onoare, specialitatea: Epică populară, textologia folclorului
- Găină Boris (n. 17 august 1947) – membru titular, specialitatea: Tehnologia băuturilor alcoolice și nealcoolice
- Gărbălău Nicolae (1931-2006) – membru corespondent, specialitatea: Chimie coordinativă
- Geru Ion (n. 8 decembrie 1937) – membru corespondent, specialitatea: Fizică
- Gherman Diomid (1928-2014) – membru titular, specialitatea: Neurologie
- Ghidirim Gheorghe (n. 20 martie 1939) – membru titular, specialitatea: Chirurgie
- Ghinzburg Vitali (1916-2009) – membru de onoare, specialitatea: Fizică teoretică
- Ghițu Dumitru (1931-2008) – membru titular, specialitatea: Fizică
- Gladun Eugen (1936-2014) – membru corespondent, specialitatea: Obstetrică și ginecologie
- Gohberg Israel (1928-2009) – membru corespondent, specialitatea: Matematică
- Grebenicov Eugen (1932-2013) – membru de onoare, specialitatea: Matematică
- Grigorovici Radu (1911-2008) – membru de onoare, specialitatea: Fizica semiconductorilor
- Groppa Stanislav (n. 15 mai 1956) – membru corespondent, specialitatea: Boli interne
- Guboglo Mihail (1938-2019) – membru de onoare, specialitatea: Etnosociologie, etnopolitologie
- Gudumac Eva (n. 6 mai 1941) – membru titular, specialitatea: Chirurgie pediatrică
- Gulea Aurelian (n. 28 mai 1946) – membru corespondent, specialitatea: Chimie
- Guleaev Iurii (n. 18 septembrie 1935) – membru de onoare, specialitatea: Fizica corpului solid

## H
- Hăbășescu Ion (1938-2017) – membru corespondent, specialitatea: Mecanizarea agriculturii
- Haiduc Ionel (n. 9 mai 1937) – membru de onoare, specialitatea: Chimie
- Hriscev Eugeniu (1942-2009) – membru corespondent, specialitatea: Economie și management

## I
- Ionescu-Târgoviște Constantin (n. 11 noiembrie 1937) – membru de onoare, specialitatea: Medicină

## J
- Jacotă Anatol (1941-2010) – membru titular, specialitatea: Genetică și ameliorare
- Jucenco Alexandru (n. 25 septembrie 1935) – membru titular, specialitatea: Genetică

## K
- Kadisevskii Vladimir (1937-2014) – membru de onoare, specialitatea: Fizică
- Keldîș Leonid (1931-2016) – membru de onoare, specialitatea: Fizică
- Kovarski Anatolie (1904-1974) – agronom, membru al Academiei
- Kovarski Victor (1929-2000) – fizician, membru al Academiei
- Krupenicov Igor (1912-2013) – membru de onoare, specialitatea: Pedologie

## L
- Lăcustă Victor (n. 5 iunie 1951) – membru titular, specialitatea: Fiziologia omului și animalelor
- Liev Adeligherii (n. 16 martie 1942) – membru de onoare, specialitatea: Medicină
- Lipkowski Janusz (n. 3 februarie 1943) – membru de onoare, specialitatea: Cristalografie și cristalochimie
- Livovschi Eugen (n. 15 februarie 1933) – membru corespondent, specialitatea: Mecanica structurilor și construcțiile antiseismice
- Lupașcu Mihail (1928-2016) – membru titular, specialitatea: Botanică

## M
- Margareta, Custodele Coroanei a României - membru de onoare[1]
- Marinescu Constantin (n. 8 martie 1928) – membru de onoare, specialitatea: Științe politice
- Matcovschi Dumitru (1939-2013) – membru titular, specialitatea: Literatura română
- Mayor Federico (n. 27 ianuarie 1934) – membru de onoare, specialitatea: Biologie
- Melnic Boris (1928-2012) – membru titular, specialitatea: Fiziologia omului și animalelor
- Micu Vasile (1938-2019) – membru titular, specialitatea: Genetică aplicată și agroecologie
- Miron Radu (1927-2022) – membru de onoare, specialitatea: Matematică
- Mișcoi Gheorghe (n. 9 ianuarie 1944) – membru corespondent, specialitatea: Matematică aplicată
- Moldovan Dumitru (n. 2 noiembrie 1946) – membru corespondent, specialitatea: Economie politică
- Montbrial, Thierry de (n. 3 martie 1943) – membru de onoare, specialitatea: Științe politice și relații internaționale
- Moraru Constantin (1926-2015) – membru corespondent, specialitatea: Fiziologia plantelor
- Moscalenco Sveatoslav (1928-2022) – membru titular, specialitatea: Fizică
- Moscalenco Vsevolod (1928-2018) – membru titular, specialitatea: Fizică
- Mustea Gheorghe (n. 1 mai 1951) – membru corespondent, specialitatea: Artă muzicală
- Musteață Valentin (n. 23 aprilie 1938) – membru corespondent, specialitatea: Științe tehnice

## N
- Nacu Alexandru (n. 11 august 1927) – membru de onoare, specialitatea: Medicină
- Nagornev Vladimir (1937-2009) – membru de onoare, specialitatea: Medicină
- Nedov Petru (1926-2009) – membru de onoare, specialitatea: Protecția plantelor
- Negru Andrei (1937-2011) – membru titular, specialitatea: Botanică

## O
- Opopol Nicolae (n. 9 februarie 1938) – membru corespondent, specialitatea: Igienă
- Ostianu Natalia (1922-2005) – membru de onoare, specialitatea: Matematică

## P
- Paladi Gheorghe  (1929-2025) – membru titular, specialitatea: Obstetrică și ginecologie
- Palii Andrei (1940-2021) – membru corespondent, specialitatea: Științe agricole
- Pasat Valeriu (n. 13 iulie 1958) – membru corespondent, specialitatea: Istorie națională
- Paton Boris (1918-2020) – membru de onoare, specialitatea: Fizică
- Patron Petru (n. 3 iulie 1935) – membru corespondent, specialitatea: Legumicultură
- Pokotilov Evgheni (1927-2011) – membru corespondent, specialitatea: Fizică
- Popescu Irinel (n. 22 aprilie 1953) – membru de onoare, specialitatea: Medicină
- Popovici Constantin (1924-2010) – membru titular, specialitatea: Literatura română
- Popovici Mihai (n. 29 octombrie 1942) – membru titular, specialitatea: Cardiologie
- Popușoi Ion (1924-2012) – membru titular, specialitatea: Botanică
- Postolati Vitalie (n. 19 iulie 1937) – membru titular, specialitatea: Energetică
- Procopișin Vasile (1934-2008) – membru corespondent, specialitatea: Farmacie

## R
- Rădăuțanu Sergiu (1926-1998) – membru titular, specialitatea: Fizică și Tehnologia materialelor semiconductoare
- Rață Mefodie (1935-2013) – membru corespondent, specialitatea: Matematică
- Reabuhin Iurie (1939-2019) – membru titular, specialitatea: Matematică
- Roșca Alexandru (n. 8 aprilie 1934) – membru titular, specialitatea: Filosofie socială
- Rudic Valeriu (n. 18 februarie 1947) – membru titular, specialitatea: Microbiologie
- Rusnac Gheorghe (n. 23 noiembrie 1942) – membru titular, specialitatea: Științe politice
- Russev Eugeniu (1915-1982) – istoric, membru corespondent (1961)

## S
- Seymour D.Van Gundy (1931-2020) – membru de onoare, specialitatea: Biologie generală, nematologie, ecologie
- Simașchevici Alexei (n. 27 iunie 1929) – membru titular, specialitatea: Fizică
- Siminel Vasile (1921-2014) – membru corespondent, specialitatea: Genetică și selecție
- Simion Eugen (n. 25 mai 1933) – membru de onoare, specialitatea: Literatură
- Simionescu Cristofor (1920-2007) – membru de onoare, specialitatea: Chimie
- Simionescu Maya (n. 24 februarie 1937) – membru de onoare, specialitatea: Biologie
- Singur Gheorghe (1930-2009) – membru corespondent, specialitatea: Economia industriei
- Sobolev Valentin (n. 28 februarie 1930) – membru corespondent, specialitatea: Fizică
- Soltan Petru (1931-2016) – membru titular, specialitatea: Matematică
- Stanciu Carol (n. 17 mai 1937) – membru de onoare, specialitatea: Medicină
- Stratievschi Chiril (n. 12 februarie 1929) – membru corespondent, specialitatea: Istorie

## Ș
- Șalaru Vasile (n. 26 septembrie 1934) – membru corespondent, specialitatea: Botanică
- Șișcanu Gheorghe (n. 5 iulie 1932) – membru titular, specialitatea: Fiziologia plantelor
- Șișianu Teodor (1933-2014) – membru corespondent, specialitatea: Construcția de aparate

## T
- Tănăsescu Florin-Teodor (n. 12 aprilie 1932) – membru de onoare, specialitatea: Fizică teoretică
- Taranov Vladimir (1932-2016) – membru corespondent, specialitatea: Istorie
- Tighineanu Ion (n. 22 martie 1955) – membru corespondent, specialitatea: Nanoelectronică și nanotehnologii
- Timuș Andrei (1921-2018) – membru corespondent, specialitatea: Economie, sociologie
- Toderaș Ion (n. 17 august 1948) – membru titular, specialitatea: Zoologie
- Toma Simion (1936-2016) – membru titular, specialitatea: Agrochimie
- Turtă Constantin (1940-2015) – membru corespondent, specialitatea: Chimie anorganică

## Ț
- Țîbîrnă Constantin (1929-2010) – membru de onoare, specialitatea: Medicină
- Țîbîrnă Gheorghe (1944-2022) – membru titular, specialitatea: Oncologie
- Țucherblat Boris (n. 27 iulie 1939) – membru corespondent, specialitatea: Fizică

## U
- Udler Rubin (1925-2012) – membru corespondent, specialitatea: Lingvistică
- Ungureanu Valentin (1931-2015) – membru corespondent, specialitatea: Pedologie
- Ursu Andrei (1929-2020) – membru titular, specialitatea: Biogeografie și geografia solurilor
- Ursul Arcadie (1936-2020) – membru titular, specialitatea: Filozofie

## V
- Varzari Ivan (n. 25 iulie 1937) – membru de onoare, specialitatea: Științe politice
- Vlad Pavel (1936-2017) – membru titular, specialitatea: Chimie organică
- Vrânceanu Alexandru-Viorel (1927-2014) – membru de onoare, specialitatea: Silvicultură
- Vronschi Mihail (n. 25 iulie 1941) – membru corespondent, specialitatea: Protecția plantelor

## Z
- Zavtur Alexandru (1929-2008) – membru corespondent, specialitatea: Politologie
- Zgardan Eugen (1929-2016) – membru corespondent, specialitatea: Medicină veterinară
- Zota Eremia (n. 4 mai 1940) – membru corespondent, specialitatea: Anatomie patologică
- Zugrăvescu Dorel (1930-2019) – membru de onoare, specialitatea: Științe terestre